# Dioničar
Dioničar ili akcionar pravna je ili fizička osoba koja je vlasnik jedne ili više dionica nekog dioničkog društva. Dioničar kupnjom dionice stječe sva prava i obveze iz dionice. Dioničar može trgovati dionicom na burzi dionica preko posrednika (brokera).